# Ostravice (stacja kolejowa)
Ostravice – stacja kolejowa we wsi Ostravice, w kraju morawsko-śląskim, w Czechach. Znajduje się na wysokości 420 m n.p.m. i jest stacją końcową linii kolejowej nr 324.